# Gajusz Rabiriusz Postumus
Gajusz Rabiriusz Postumus (Gaius Rabirius Postumus) – rzymski ekwita, następnie senator, finansista broniony przez Cycerona w 54 p.n.e. w zachowanej mowie Pro Rabirio Postumo.
Rabiriusz był synem Gajusza Kurcjusza i Rabirii. Prawdopodobnie początkowo nosił imię Gajusz Kurcjusz Postumus. W kilku listach Cycerona do Attyka (ad Atticum) i do przyjaciół (ad Familiares) wymieniany jest jako Kurcjusz, Postumus lub Kurcjusz Postumus. Został adoptowany przez wuja ze strony matki Gajusza Rabiriusza. Pochodził ze stanu ekwitów, następnie został włączony do stanu senatorskiego.
W 59 p.n.e. pożyczył dużą sumę pieniędzy władcy Egiptu Ptolemeuszowi XII Auletesowi, który przyrzekł Cezarowi zawrotną kwotę 6000 talentów za uznanie go za króla Egiptu oraz sprzymierzeńca i przyjaciela ludu rzymskiego. W 55 p.n.e. Ptolemeusz mianował Rabiriusza diojketesem, czyli ministrem finansów, co umożliwiło mu bezwzględne ściąganie z poddanych zaległych długów królewskich. Rabiriusz mógł więc odzyskać swoje wierzytelności oraz zebrać 10 000 talentów na łapówkę dla namiestnika Syrii Aulusa Gabiniusza za jego pomoc w odzyskaniu tronu przez Ptolemeusza. Po roku zdzierstw Rabiriusza, w obliczu groźby rebelii, Ptolemeusz usunął rzymskiego bankiera ze stanowiska i uwięził go. Wobec zagrożenia życia Rabiriusz uciekł do Rzymu, gdzie został oskarżony w senacie przez Gajusza Memmiusza o zdzierstwa, przekupstwo i służbę u obcego władcy. Mimo obrony Cycerona z 54 p.n.e. został skazany na wygnanie. Wrócił w czasie dyktatury Cezara, który do 49 p.n.e. wprowadził go do stanu senatorskiego.
W 48 p.n.e. wspierał Cezara w walce z Pompejuszem w Grecji, gdy wojska Cezara miały się przeprawić z Brundyzjum do Dyrrachium. W 47 p.n.e. był krótko prokonsulem Azji. Na początku 46 p.n.e. brał udział w kampanii afrykańskiej Cezara przeciwko zwolennikom Pompejusza, gdy dowodził okrętami wojennymi transportującymi posiłki i zaopatrzenie z Sycylii. W planach Rabiriusza było ubieganie się o urząd konsula. Po śmierci Cezara w 44 p.n.e. znalazł się wśród zwolenników Oktawiana.